# Signargues (plateau)
Pour l’article homonyme, voir Signargues (AOC).
Signargues est un plateau du département du Gard, situé entre la plaine de Pujaut à l'est et la plaine du Gardon à l'ouest.  

## Géographie
Ce plateau culmine à 150 mètres d'altitude. Il est érodé par deux vallons dont les rivières intermittentes sont des affluents du Gardon, le Briançon qui a creusé le vallon de Domazan et la Combe de Mars.

## Histoire
Le plateau fut occupé lors de la colonisation romaine. Un archéologue y a découvert une statuette, aujourd'hui déposée au musée du Louvre, qui représente Bacchus et Ariane.
Il est entré dans l'histoire en 736, après une victoire de Charles Martel contre les Sarrasins. La légende veut qu'il fallut trois jours entiers pour enterrer les morts. En commémoration, le roi Franc fit construire sur ces lieux, une chapelle dédiée à Saint-Jean des Vignes.